# Insision
Gli Insision sono una band brutal death metal svedese formatasi a Stoccolma nel 1997.

## Storia
Gli Insision si formarono a Stoccolma nel 1997. Fin dai primi passi il loro suono si contraddistinse per una brutalità non tipica dei gruppi svedesi, ma con un estremismo sonoro e tecnico più tipico delle band statunitensi. Il loro primo demo, intitolato Meant to Suffer stabili fin da subito la loro presa di distanza dalle forme più popolari e melodiche del death metal tipiche della Svezia di quel periodo, generando interesse verso la Heathendoom Music, che produsse il loro primo EP dal titolo The Dead Live On.
Dopo un radicale cambio di formazione avvenuto nel 2000, gli Insision attirarono l'attenzione della Earache Records. Il loro primo album venne pubblicato nel 2002 dalla svedese MNW Records group per il mercato nazionale e dalla Earache Records per quello estero. L'album, che si intitolava Beneath the Folds of Flesh ottenne un ottimo riscontro di critica, incassando anche il favore di band come Suffocation e The Haunted.
Il loro secondo album uscì qualche anno dopo, nel 2005 con il titolo Revealed and Worshipped, confermando l'attitudine al suono statunitense con contaminazioni thrash/death svedese e di grindcore in stile Nasum/Rotten Sound. Il tour che seguì li vide intraprendere alcune date in Tailandia, divenendo così la prima band di death metal occidentale a esibirsi in quel paese.
Nel 2007 gli Insision passano alla Dental Records per produrre il loro terzo album, Ikon, sempre incentrato su tematiche anti-cirstiane e suonato con notevole capacità tecnica. Il disco però, pur mantenendo il rapporto saldo con il pubblico di affezionati, delude la critica che lo considera spesso troppo standardizzato nelle sonorità e nella scrittura delle canzoni. Nell'agosto del 2008 si esibiscono al Party.San Metal Open Air.
Nel 2011 la band passa alla Sevared Records per la quale registrano e pubblicano gli album End of All (2011) e Terminal Reckoning (2015). Nel 2013 intraprendono una serie di concerti in Irlanda e Regno Unito.

## Formazione

### Formazione attuale
- Carl Birath - voce
- Roger Tobias Johansson - chitarra
- Joel Andersson - basso
- Marcus Jonsson - batteria
- Tobias Alpadie - chitarra turnista (2010-)

### Ex componenti

#### Voce
- Johan Thornberg (1997-1999)

#### Chitarra
- Joonas Ahonen (1997-2000)
- Tobias "Toob" Brynedal (2002-2004)
- Magnus Martinsson (2006-2010)

#### Basso
- Janne Hyytia (1999)
- Daniel Ekeroth (2000-2009)

#### Batteria
- Thomas Daun (1997-2004)

## Discografia

### Album in studio
- 2002 - Beneath the Folds of Flesh
- 2004 - Revealed and Worshipped
- 2007 - Ikon
- 2016 - Terminal Reckoning

### EP
- 1999 - The Dead Live On
- 2011 - End of All

### Split album
- 2002 - Insision / Inveracity
- 2003 - Supreme Brutal Legions - Volume 1

### Demo
- 1997 - Meant to Suffer
- 1998 - Live Like a Worm
- 2000 - Promo 2000
- 2001 - Revelation of the Sadogod